# Печерська коса (Київ)
Печерська коса – правобережна коса, яка в XVIII ст. існувала у підніжжя Печерських висот навпроти Києво-Печерської лаври. Сучасним залишком цієї коси є Наводницький парк у Печерському районі Києва.

## Формування
Існує припущення, що дана коса відклалася переважно з матеріалу розмитої Почайнинської коси. Водночас її поява могла бути викликана також ерозійними процесами, які посилися в XVIII ст., коли інженерна команда Києво-Печерської фортеці вирубала рослини і розрила ґрунт для палісадника. Тоді зсув наніс значних пошкоджень горі.

## Історія

### XVIII ст.
Найранішим відомим зображенням є мапа 1774 р., де ця коса показана, як великий масив матеріалу, який вдається у русло Дніпра, навпроти лаврської цитаделі вище гирла малої річки Неводничі. Розташування Печерської коси на цій мапі навпроти великого яру на схилах Печерських висот, показаного на мапі, начебто підтверджує ерозійну версію її походження. На мапі також показана переправа, яка проходить через косу.
Втім, на частині мап сер.-кін. ХVIII ст. Печерську косу взагалі не показано, що значно утруднює реконструкцію її динаміки. Втім, на тих досить численних мапах, на яких її зазначено (зокрема мапах 1786 та 1799 рр.), вона зберігає положення навпроти Лаври та напівкруглі абриси.

### ХІХ ст.
Суттєві зміни у конфігурації та розміщенні Печерської коси зафіксовано на початку ХІХ ст. Імовірно внаслідок розмивання та перевідкладання матеріалу з північної частини Печерської коси на південь, вона розтягнулася нижче по течії в район гирла річки Неводничі. Імовірно, наявність Печерської коси з півночі призвела також до накопичення наносів в районі гирла Неводничів, що додатково сприяло росту коси з півдня. Така ситуація зокрема показана на мапі 1812 р. 
На мапі 1812 р. на цій мілині показано відхід двох мостів (наплавних): так званого «Нового мосту» та мосту «Поточного року». Переправи прикривають розташовані на косі укріплення бастіонного типу (які мабуть були лише заплановані до виконання у зв’язку з загрозою походу Наполеона).
Аналогічно ситуація виглядає і на мапі 1833 р., на якій показано що верхня частина мілини піддається розмиву. Натомість зазначено нове гирло річки Неводничі, яка тепер вимушена була пробивати собі шлях до Дніпра через косу, а також так звана Петербурзька дорога до переправи.
Станом на середину кінець ХІХ ст. продовжувалося розмивання та перевідкладання коси нижче за течією Дніпра. Абриси її змінилися з напівкруглих до витягнуто-трикутних. 
Будівництво Дарницького залізничного мосту в 1870 р. сприяло подальшому розмиванню Печерської коси, від якої станом на 1896 р. залишилася невелика за площею прибережна тераса від Волов`ячої гори (територія музею історії України в Другій Світовій війні) до струмінь-спрямовуючої дамби Дарницького мосту.

### ХХ ст.
Мапи початку ХХ ст. показують на Печерській косі пральню військового госпіталя. Починаючи з 1914 р. тут, на місці колишньої Наводницької переправи зводилося послідовно три дерев’яні Наводницькі мости.  Останній з них зведений у 1935 р. (так званий Божок) було спалено в вересні 1941 р. при відступі радянських військ з міста. 1937 р у гирлі Неводничів також розпочалося будівництво капітального Наводницького мосту (майбутнього мосту ім. Є. Патона). У 1941 р. радянськими саперами в північній частині Печерської коси також було зведено понтонну переправу.
Під час гітлерівської окупації Києва на опорах незавершеного Наводницького мосту через Печерську косу було побудовано тимчасовий міст фон Рейхенау (Brücke von Reihenau), позначений на мапі 1943 р. Міст було підірвано німцями під час боїв за Київ восени 1943 р. Після повернення до Києва совітів в листопаді 1943 р. саперними частинами Червоної Армії поруч з підірваним мостом був споруджений низьководний Наводницький міст, який проіснував до весни 1944 р. З 1944-го по 1953 р. натомість діяв новий висоководний міст.

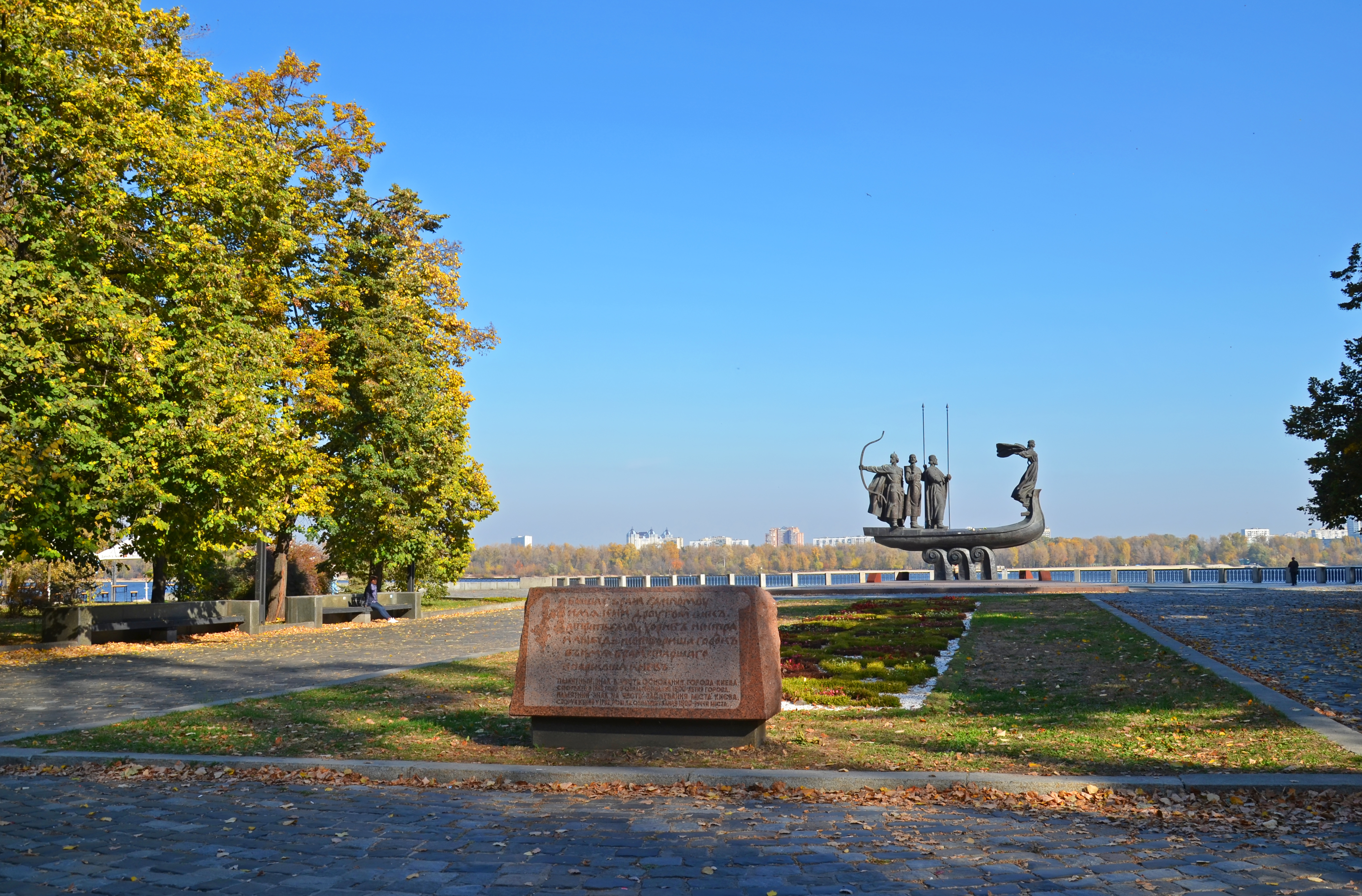
Наразі на місці залишків Печерської коси знаходиться Наводницький парк

### Трансформація в Наводницький парк
Доля Печерської коси змінилася у зв’язку з будівництвом капітального Наводницького мосту (мосту ім. Є. Патона). При цьому було розібрано попередній висоководний Наводницький міст. За два роки до завершення мосту, вже проводилися заходи з благоустрою прилеглої до нього території. Печерський виконком 4 жовтня 1951 р. ухвалив рішення закласти коло мосту «парк для трудящих міста та району». Так у 1951 р. виник сучасний Наводницький парк (довгий час відомий як парк ім. Примакова).

## Охорона
Наводницький парк має бути оголошений пам'яткою природи місцевого значення, а пізніше увійти до складу зони регульованої рекреації Національного природного парку "Дніпровські острови".